# Симонов, Иван Данилович
Иван Данилович Симонов (1728 — не ранее 1777 года) — командир 7-й лёгкой полевой команды, назначенный после подавления Яицкого казачьего восстания 1772 года комендантом правительственного гарнизона в Яицком городке. Руководитель обороны городовой крепости в Яицком городке в ходе её осады во время Пугачевского восстания.

## Биография
Иван Данилович Симонов родился в 1728 году, по происхождению − из «гвардии унтер-офицерских детей». На военной службе с 1747 года, служил в частях Оренбургского корпуса в различных гарнизонах в Оренбургской губернии. При организации лёгких полевых команд в августе 1771 года был назначен командиром 7-й команды. В мае-июне 1772 года 7-я лёгкая команда была включена в состав войск правительственной экспедиции под командованием генерала Ф. Ю. Фреймана, направленной для подавления восстания яицких казаков. После вступления в Яицкий городок подполковник Симонов был назначен комендантом правительственного гарнизона в составе 6-й и 7-й лёгких полевых команд, размещённого в Яицком городке.

### Комендант Яицкого гарнизона
В августе 1773 года среди яицких казаков стали распространяться слухи о том, что в войске объявился «чудом спасшийся от смерти император Пётр III», именем которого назвался донской казак Емельян Пугачёв. Эти сведения не могли пройти мимо внимания подполковника Симонова, он неоднократно направлял в прияицкие степи небольшие разыскные команды, но эти мероприятия не принесли успеха, всякий раз казаки из числа заговорщиков успевали сменить место укрытия самозванца. Последняя такая разыскная партия была направлена Симоновым к степной реке Усихе 16 сентября, но Пугачёв и его сообщники перебрались на хутор казака Толкачёва, где было принято решение о сборе всех единомышленников и начале восстания. 17 (28) сентября 1773 года отряд во главе с Пугачёвым, под старинными знамёнами двинулся в сторону Яицкого городка.
18 сентября отряд мятежных казаков подошёл к Яицкому городку, Симонов отправил к броду через реку Чаган отряд во главе с премьер-майором Наумовым при пяти орудиях. Яицким казакам в городе Симонов объявил: «Ежели они поползнутся оного злодея впущать в город и станут к нему приставать, то он в тот самый час прикажет в разных местах город зажечь, и велит команде своей поступать с ними, также и с жёнами и с детьми их, как с злодеями». Угрозы возымели действие, хотя в течение следующих двух дней к Пугачёву тайно перебежали около 500 казаков, но большая часть казаков «войсковой стороны» всё же не рискнула присоединиться к восставшим. Попытки Пугачёва войти в город были отбиты с помощью артиллерии, после чего отряд восставших отправился вверх по Яику к Оренбургу. Симонов не рискнул покинуть город и преследовать Пугачёва.
Оставшись среди враждебного окружения казаков «войсковой партии» в ожидании возвращения пугачёвцев Симонов распорядился начать строительство внутренней городовой крепости вокруг войсковой канцелярии и каменного собора Михаила Архангела, так называемого «ретраншмента». Был вырыт ров, за которым отсыпан вал, образовавшие дугообразную укреплённую линию, упиравшуюся с двух сторон в крутые берега старицы — старого русла Яика. Собор превратили в главную цитадель укрепления, на колокольне собора оборудовали двух-пушечную батарею и огневые позиции для отобранных метких стрелков. Для гарнизона были вырыты землянки, сюда же были перенесены запасы пороха и свинца, а также провианта и дров. Гарнизон крепости вместе с верными казаками составил около тысячи человек.

### Оборона «ретраншмента»
В середине декабря Пугачёв направил отряд яицких казаков во главе с атаманом Михаилом Толкачёвым в поход по Нижне-Яицкой дистанции. Толкачёв успешно выполнил задание, собрав по крепостям и форпостам значительные силы, и на исходе декабря приблизился к Яицкому городку. Симонов выслал ему навстречу отряд из 80 казаков во главе с войсковым старшиной Нефёдовым, но большая часть отряда присоединилась к восставшим, а 24 оренбургских казака и сам Нефёдов были окружены и взяты в плен. Узнав о разгроме отряда Нефёдова, Симонов приказал бить в набат, часть казаков старшинской стороны с семьями перешли в ретраншмент. Рано утром 30 декабря 1773 (10 января 1774) года казаки Толкачёва беспрепятственно вошли в Яицкий городок и попытались сходу атаковать крепость. Симонов приказал стрелять раскалёнными ядрами по избам, под прикрытием которых восставшие вели огонь по ретраншменту. Убедившись в неэффективности такого огня, после наступления темноты был набран отряд охотников из числа драгун, которые отправились на вылазку и подожгли ближайшие к валу избы. В результате пожара вокруг ретраншмента образовался обгорелый пустырь, из остатков бревен изб повстанцы возвели завалы с позициями для обстрелов. Началась осада ретраншмента, продлившаяся в итоге три с половиной месяца.
7 января в Яицкий городок прибыл сам Пугачёв, в результате обсуждения восставшие решили организовать минный подкоп под вал и батарею осаждённых. Подкоп был готов к 20 января, но подрыв мины не произвёл ожидаемых разрушений. Тем не менее на участке подрыва ров был наполовину засыпан и около 200 казаков проникли в ров и пытались оттуда атаковать крепость. По приказу Симонова в ров спустилась команда подпоручика Полстовалова и казаки не выдержали решительной штыковой атаки драгун и вынуждены были под огнём бежать под прикрытие бревенчатого завала. Осаждавшие потеряли в ходе штурма около 400 человек убитыми, в то время, как потери правительственного гарнизона составили лишь 15 человек убитыми и 22 раненными.
Понимая, что пугачёвцы могут продолжить попытки новых минных подкопов, командиры правительственного гарнизона в свою очередь «решились прорыться из крепости на внешнюю сторону и вырыть против церкви и колокольни, во всю дистанцию, подземный ход», но Симонов был ограничен в ресурсах и не мог отвлекать значительные силы с позиций, а наступившие морозы сделали работу крайне тяжёлой. В свою очередь, Пугачёв смог привлечь к работам по новому минному подкопу артели мужиков землекопов и плотников из ближних поволжских уездов. Вылазка правительственного гарнизона 9 февраля не принесла никакого результата и к 17 февраля новый минный подкоп, на этот раз под колокольню Михайло-Архангельского собора, был готов. Планы восставших сорвал казачий малолеток Неулыбин, пробравшийся в крепость и рассказавший о планах восставших Симонову. Поначалу Симонов не поверил известию, заподозрив ловушку со стороны Пугачёва, но в последний момент осаждённые всё же успели вынести запас пороха из подвалов собора. Взрыв 30-пудовой мины обвалил колокольню, в первый же момент от взрыва погибло 40 человек, сам Симонов был контужен. Тем не менее, осаждённые соорудили новые позиции для двух артиллерийских батарей на развалинах колокольни, и Пугачёв в этих условиях не решился на новый штурм.
Осада продолжилась, постепенно в ретраншменте стали заканчиваться запасы продовольствия и дров, а также боеприпасов. Восставшие не решались на новый штурм, так как большую часть казаков Пугачёв увёл для противодействия наступавшим корпусам правительственной экспедиции генерал-аншефа Бибикова. Продолжались попытки сооружения новых минных подкопов. 9 марта, Симонов, получивший известия о продвижении правительственных войск к Оренбургу, решился произвести новую вылазку. 250 человек из числа охотников на рассвете двумя колоннами двинулись в атаку, но не сумели преодолеть завал из брёвен. Уничтожив одну батарею восставших, солдаты не выдержали огня пугачёвцев и начали в беспорядке отступать. Потери оказались весьма значительными, 30 человек были убиты в ходе боя, из 80 раненных многие умерли в последующие дни. Положение осаждённых становилось отчаянным, продовольствие закончилось полностью, 13 марта солдатам были выданы остатки крупы. Замороженое мясо павших лошадей не на чем было приготовить, в крепости закончились запасы дров. С помощью воздушного змея казаки передали Симонову призыв к сдаче, но Симонов отказался его рассматривать, сам в свою очередь отправив послание атаману восставших казаков Каргину письмо с увещеваниями прекратить неприятельские действия и объявить о покорности.
14 апреля караульные доложили Симонову, что в городке заметно сильное оживление, что множество казаков покидают город, провожаемые женщинами. Известие приободрило страдавший от голода правительственный гарнизон, стало ясно, что к городку приближаются правительственные войска. 15 апреля казаки восставшей стороны потерпели сокрушительное поражение в бою у реки Быковки. Часть казаков во главе с атаманами Овчинниковым и Перфильевым после поражения отправились в поход на Южный Урал для соединения с Пугачёвым, но другие прибыли обратно в Яицкий городок с известием о поражении. Собрав круг и обсудив положение, большая часть мятежников решила связать своих атаманов и выдать их Симонову. Увидев приближающуюся толпу, осаждённые открыли огонь, но казаки закричали, что хотят просить о помиловании. Симонов принял связанных предводителей восставших, остальным велел доставить продовольствие в крепость и разойтись. Лишь на следующий день, со вступлением в Яицкий городок корпуса генерала Мансурова, ворота ретраншмента были открыты и осада окончательно завершена.

### После осады
Императрица Екатерина II высоко оценила заслуги Симонова, вскоре после снятия осады он был произведён в полковники и награждён имением с 600 душ крестьян. Тем не менее, в «Истории Пугачева» один из первых историографов Пугачёвского восстания Александр Сергеевич Пушкин нелестно охарактеризовал Симонова, написав, что в начале осады Симонов «оробел и упал духом», и что фактическое руководство обороной ретрашмента осуществлял «решительный и благоразумный» капитан Крылов. Возможно, что такую нелестную оценку Пушкин дал на основе беседы с сыном капитана Крылова, знаменитым баснописцем И. А. Крыловым. Но эти оценки подтверждаются во многом резкими характеристиками Симонова, данными гвардии капитан-поручиком С. И. Мавриным, прибывшим в Яицкий городок летом 1774 года в качестве руководителя следственной комиссии. В письмах к своему командиру полковнику В. В. Долгорукову и руководителю всех секретных следственных комиссий генерал-майору П. С. Потемкину, Маврин писал, что Симонов − «человек не только крайне трусливый, но и глупый, а к тому же и весьма склонный к пьянству». В условиях продолжавшегося восстания, ожидая, что Яицкий городок может вновь подвергнуться нападению со стороны Пугачёва, Маврин писал, что Симонов непригоден к должности коменданта гарнизона и просил Потёмкина использовать свои связи в Петербурге для его смещения.
В сентябре 1774 года в Яицкий городок был доставлен пленённый собственными полковниками Пугачёв. Маврин провёл его первые допросы, но прибывший вскоре генерал-поручик Суворов потребовал скорейшей отправки самозванца в Симбирск к руководителю следствия Потёмкину и далее в Москву. В мае 1775 приказом Военной коллегии Симонов был переведён на должность обер-коменданта в губернском Белгороде. Но вскоре Симонов подал прошение об отставке, которая была принята императрицей. Указом Екатерины II от 18 (29) января 1777 года Симонов был уволен с военной службы с присвоением звания бригадира.